# Pulmonata
Ordre
Synonymes
Panpulmonata
Les pulmonés (Pulmonata ou Panpulmonata selon les classifications) sont un ordre de mollusques gastéropodes adapté principalement à la vie hors de l'eau, comprenant notamment la plupart des animaux communément appelés « escargots » et « limaces ». 

## Description et caractéristiques
Les pulmonés sont un des rares groupes  animaux à avoir conquis le milieu terrestre. Ce sont des mollusques gastéropodes qui doivent leur appellation au fait qu'en abandonnant le domaine aquatique, ils ont perdu la branchie de leurs ancêtres et acquis un poumon, organe de la respiration aérienne. Ce poumon correspond à la cavité palléale abondamment vascularisée et ouverte sur l'extérieur par un petit orifice, le pneumostome, et n'est donc en rien homologue aux poumons des Vertébrés.

Secondairement, certains d'entre eux sont (re)devenus aquatiques, colonisant les eaux douces continentales (Ce sont essentiellement les lymnées et les planorbes).

Les espèces restées dans les habitats terrestres sont globalement connues sous les noms d'escargots et de limaces.
Ils jouent un rôle important dans les écosystèmes, en tant que source alimentaire pour leurs prédateurs (réseau trophique), comme participant au contrôle de la végétation et comme vecteur de parasites et maladies participant secondairement aux équilibres des populations animales et végétales. Certains sont détritivores ou participent aux communautés saproxylophages.
Attention, selon les classifications, Pulmonata est considéré comme

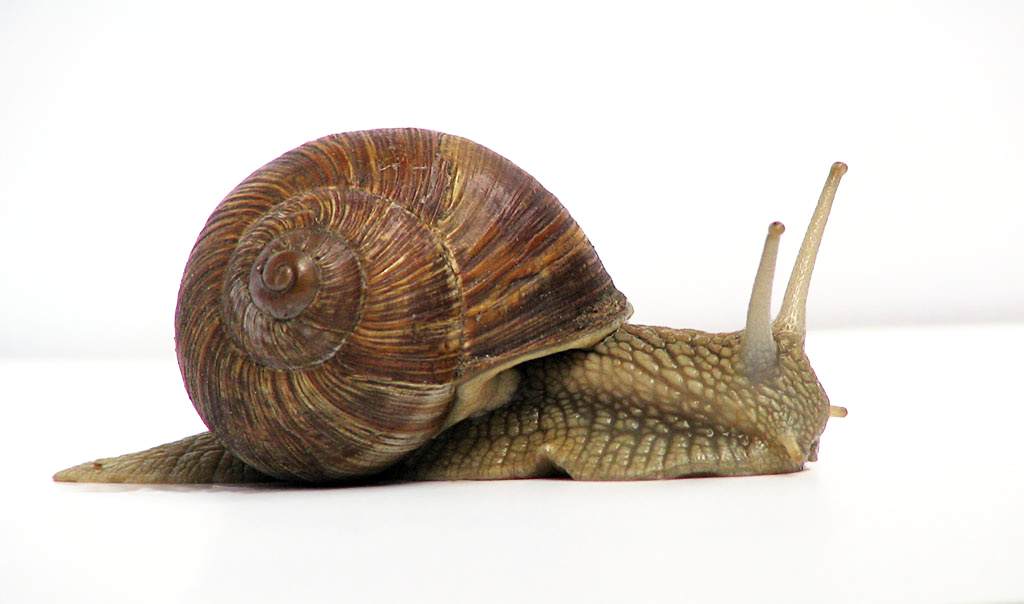
Helix pomatia

- une sous-classe (Animal Diversity Web (3 fév 2011)[1], Paleobiology Database (3 fév 2011)[2])
- une infra-classe (World Register of Marine Species (3 fév 2011)[3])
- un ordre (Fauna Europaea (3 fév 2011)[4])
- n'existant pas (ITIS (3 fév 2011)[5], Catalogue of Life (3 fév 2011)[6])

## Classifications

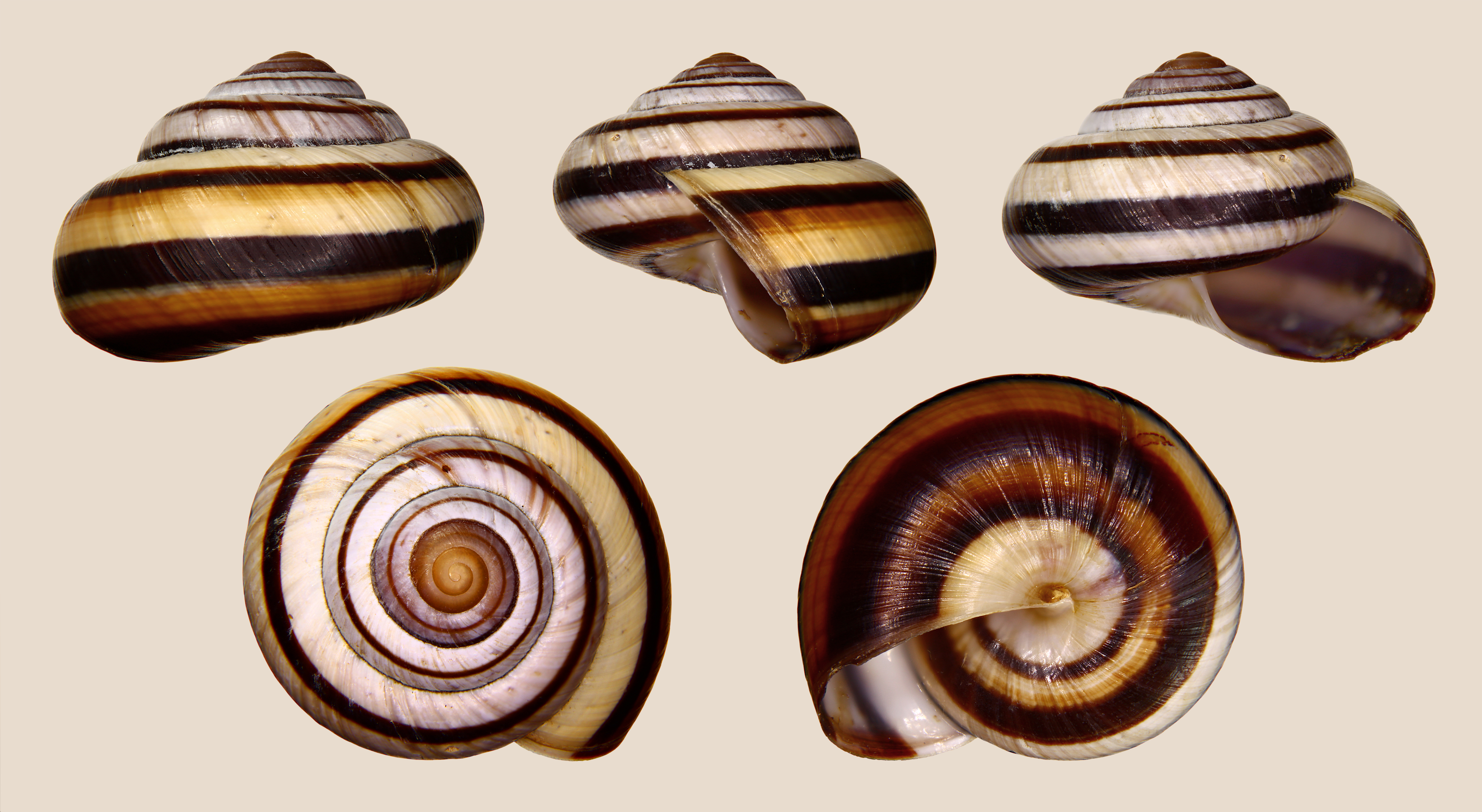
Asperitas inquinata penidae (Dyakiidae)

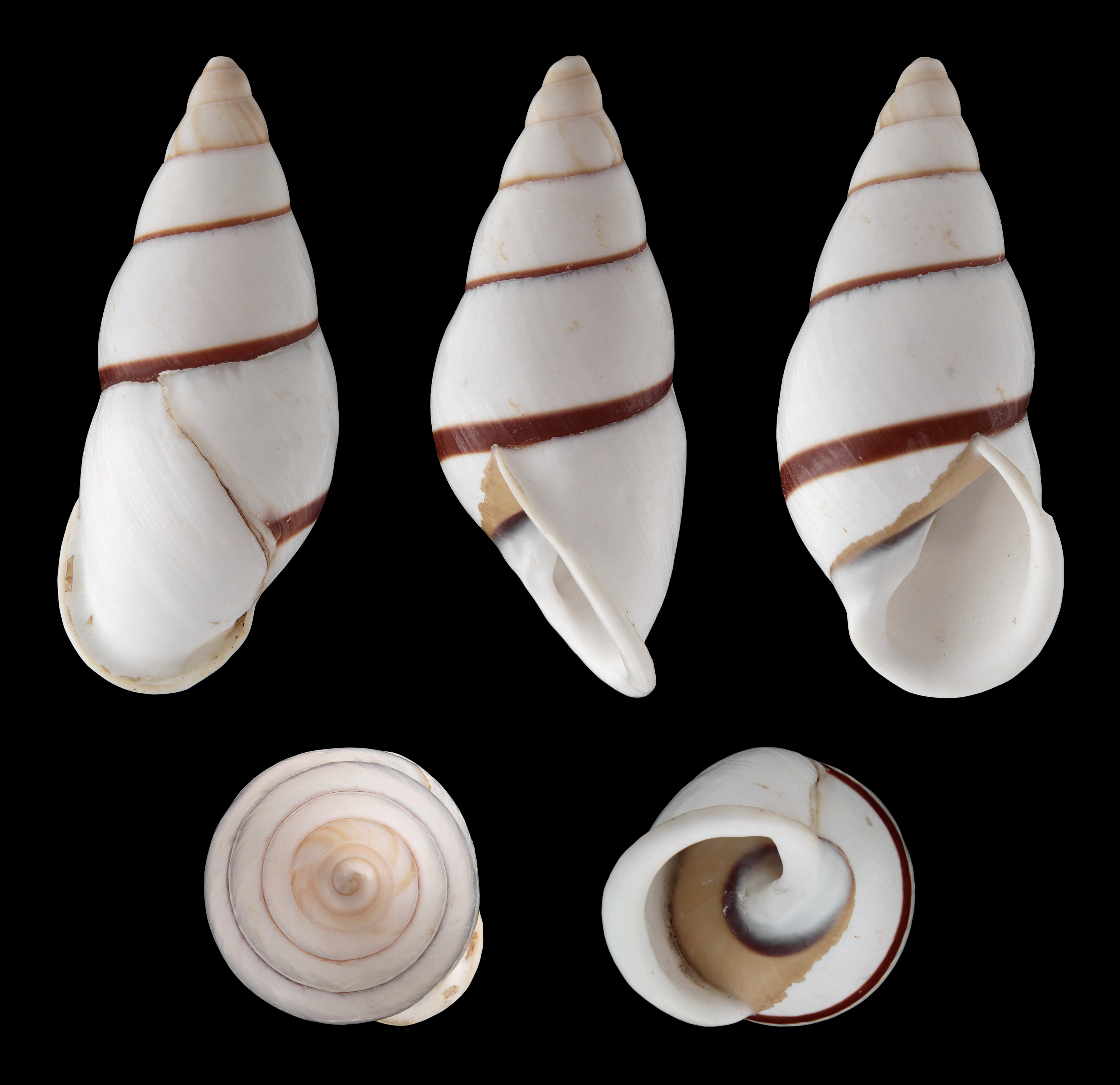
Chrysallis virgata porracea (Bradybaenidae)

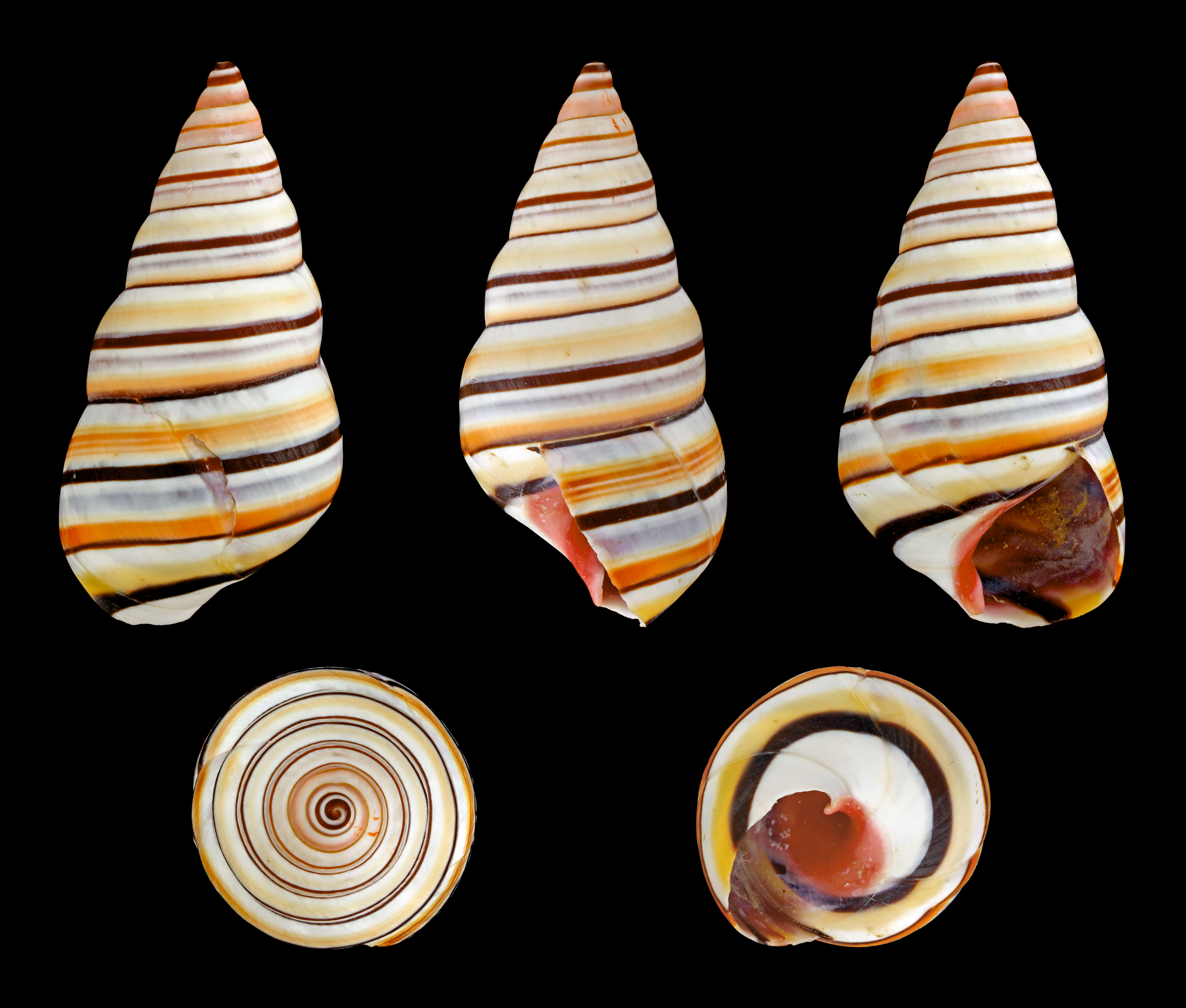
Liguus virgineus (Orthalicidae)

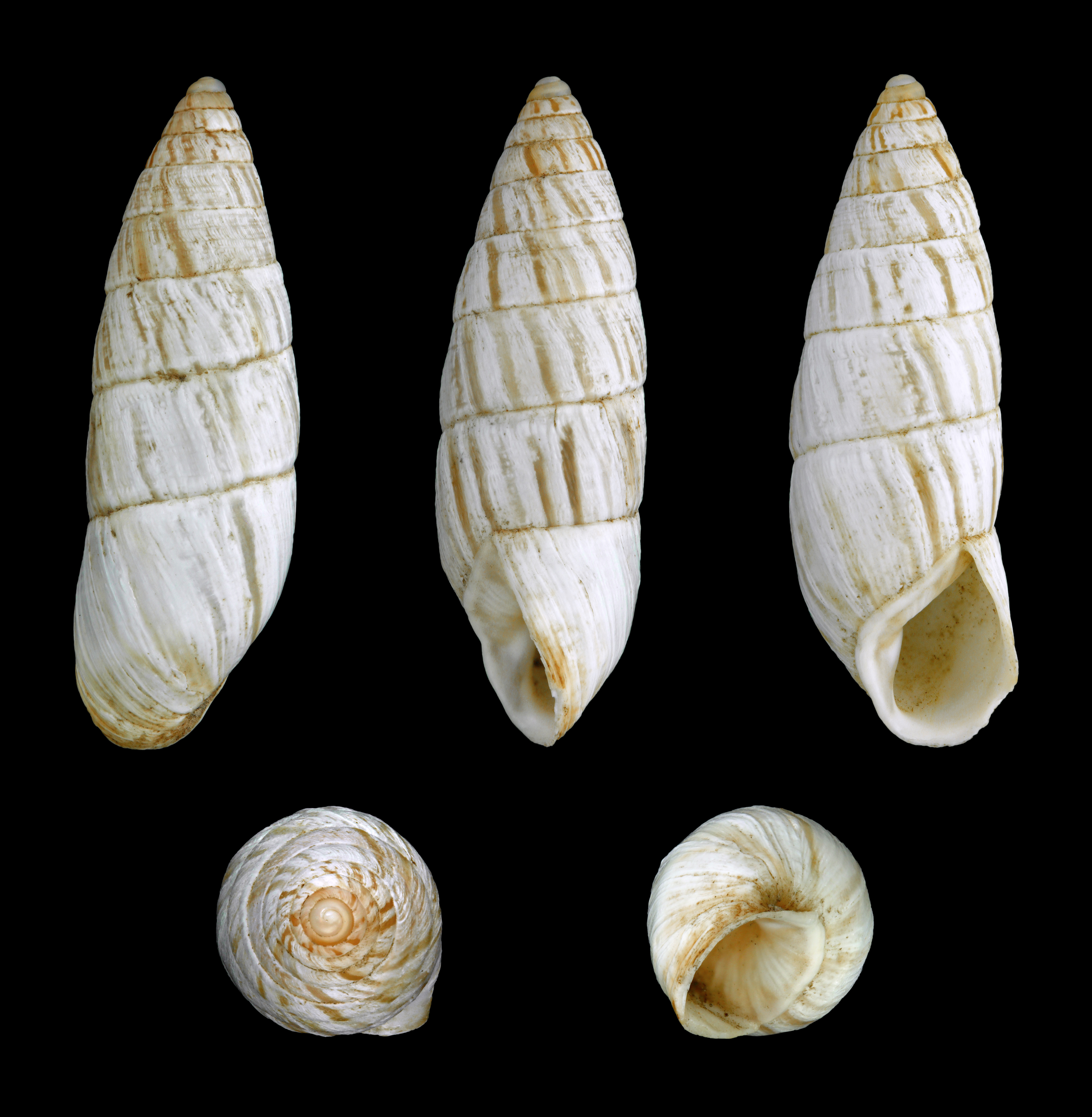
Brephulopsis cylindrica (Enidae)

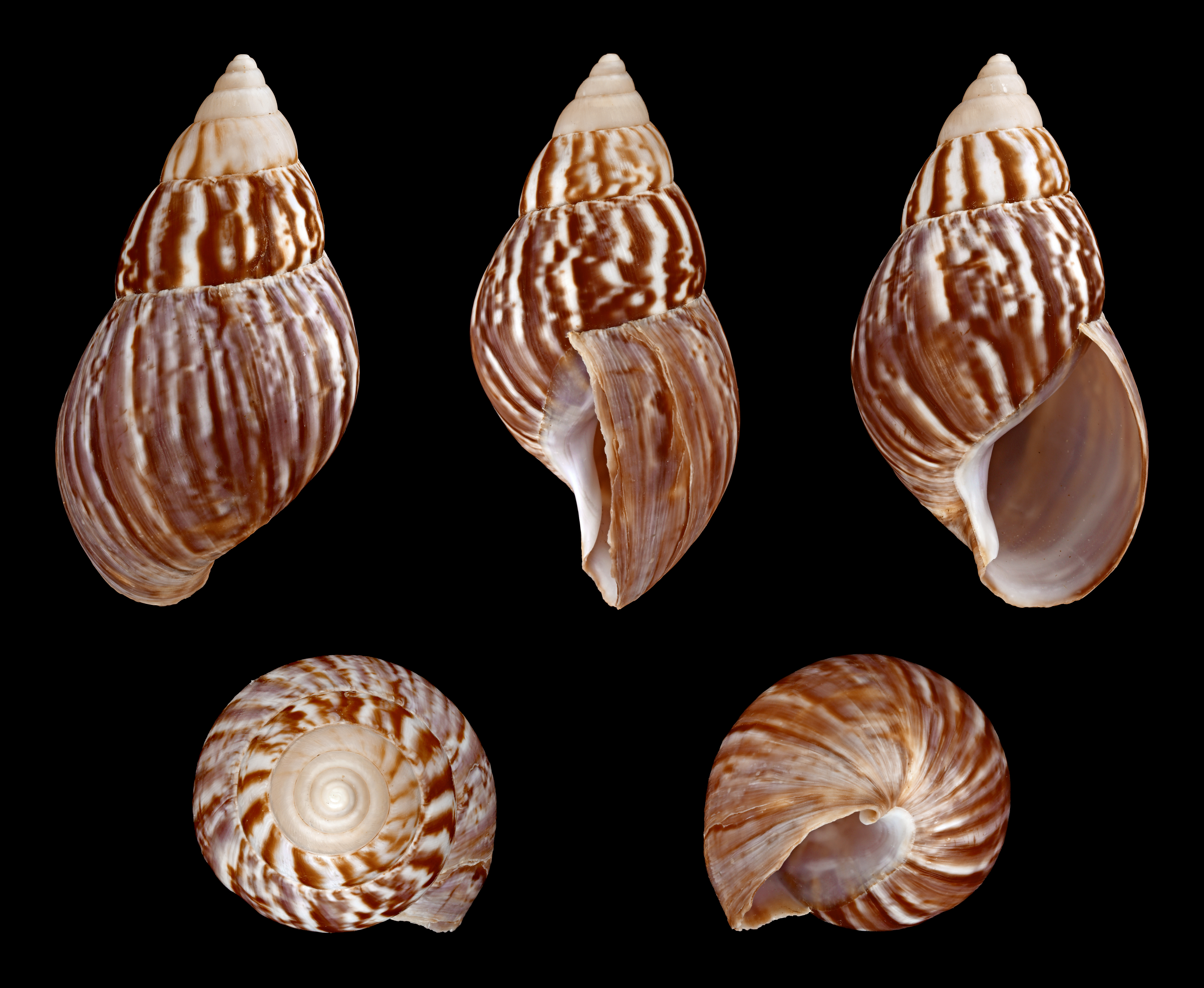
Achatina fulica (Achatinidae)

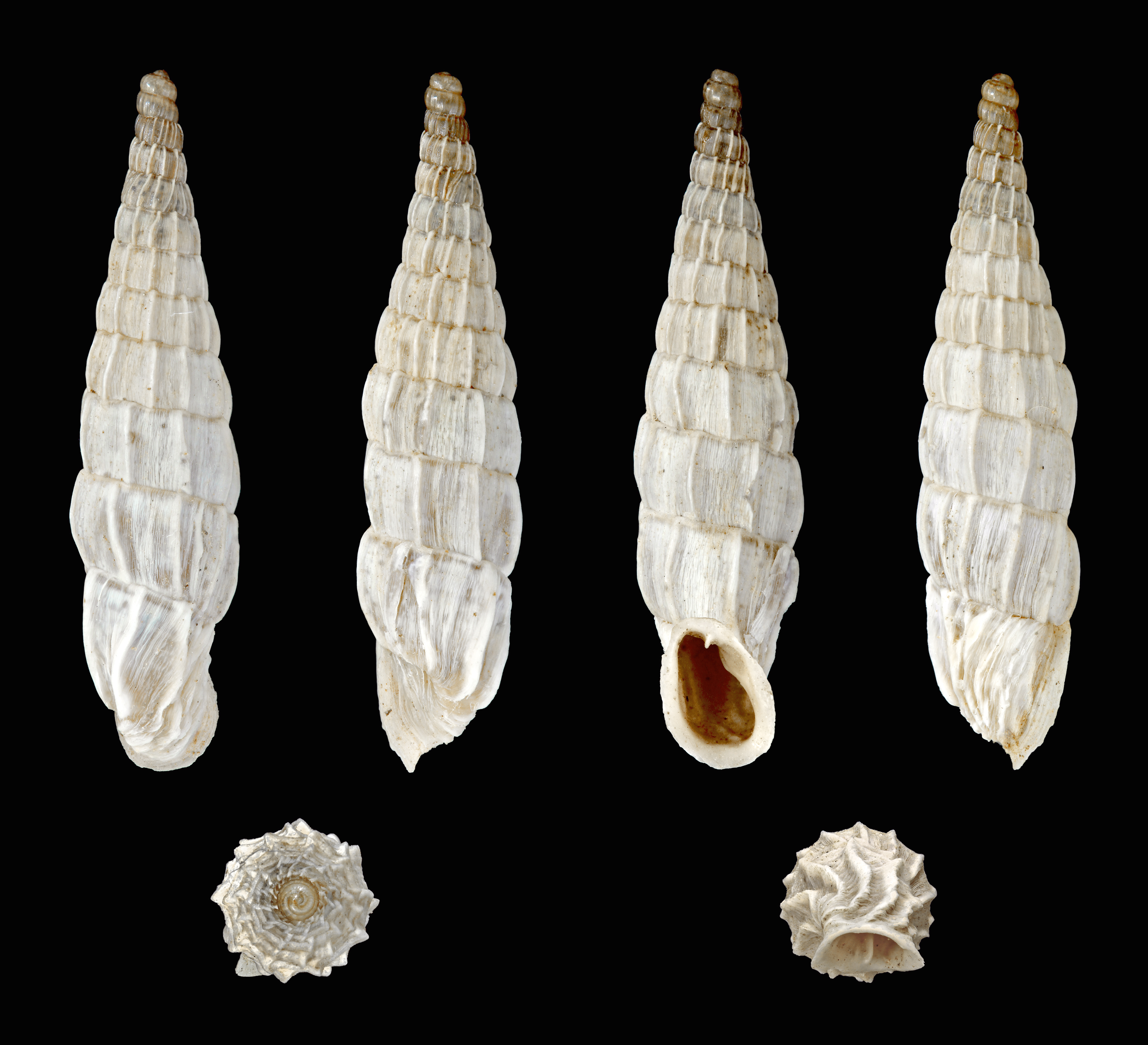
Albinaria praeclara praeclara (Clausiliidae)

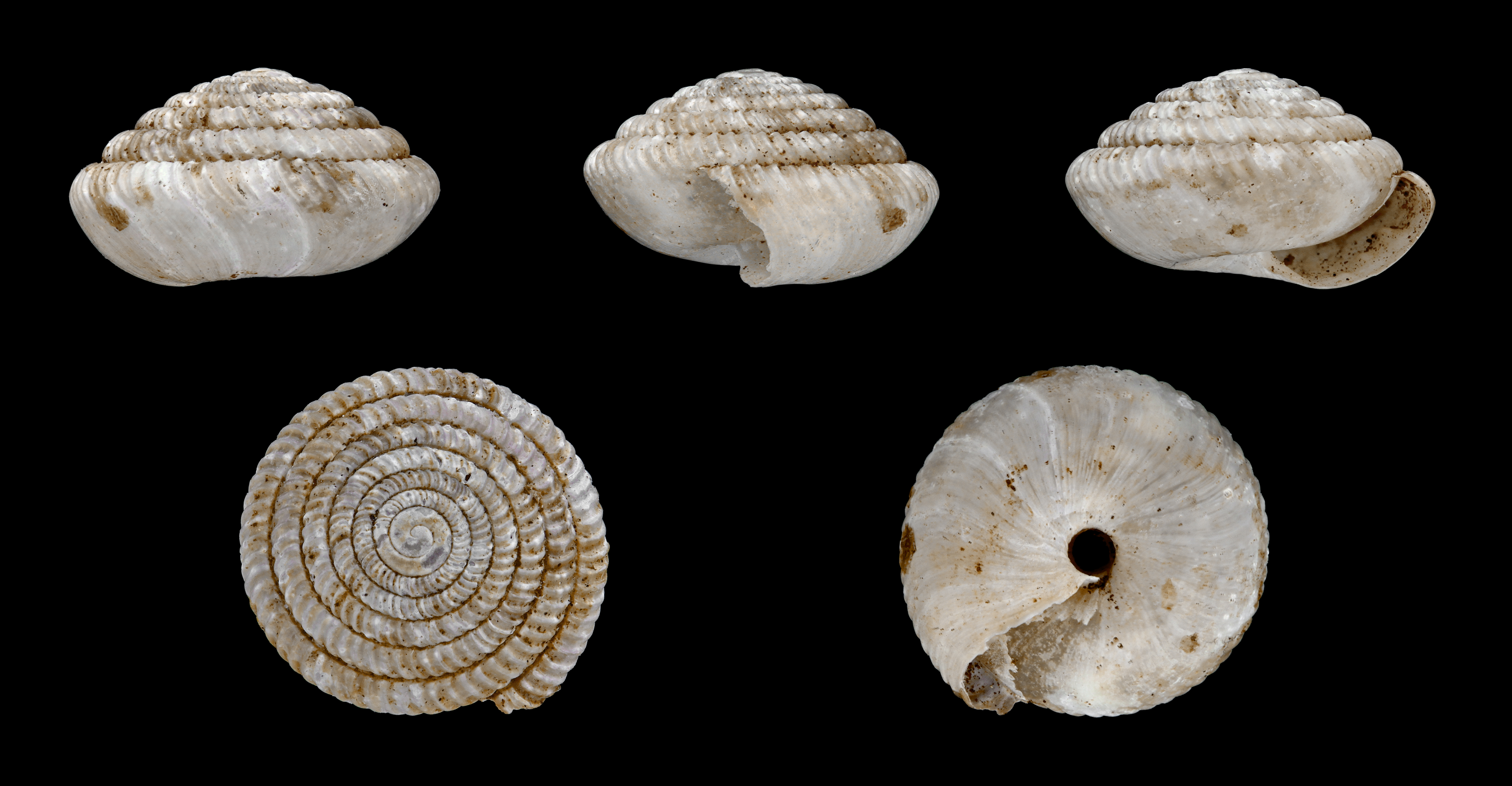
Janulus stephanophorus (Gastrodontidae)

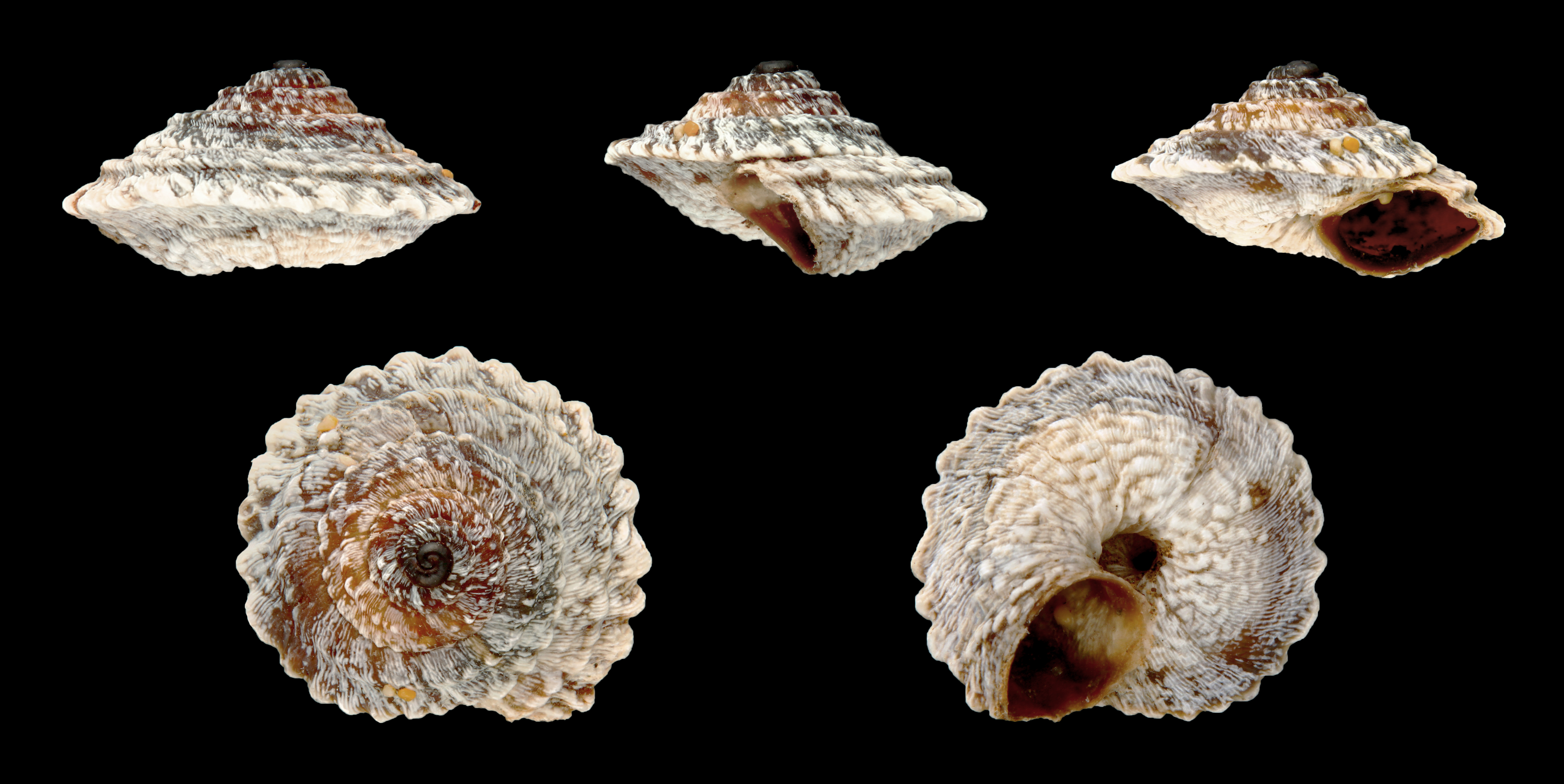
Obelus moderatus (Cochlicellidae)

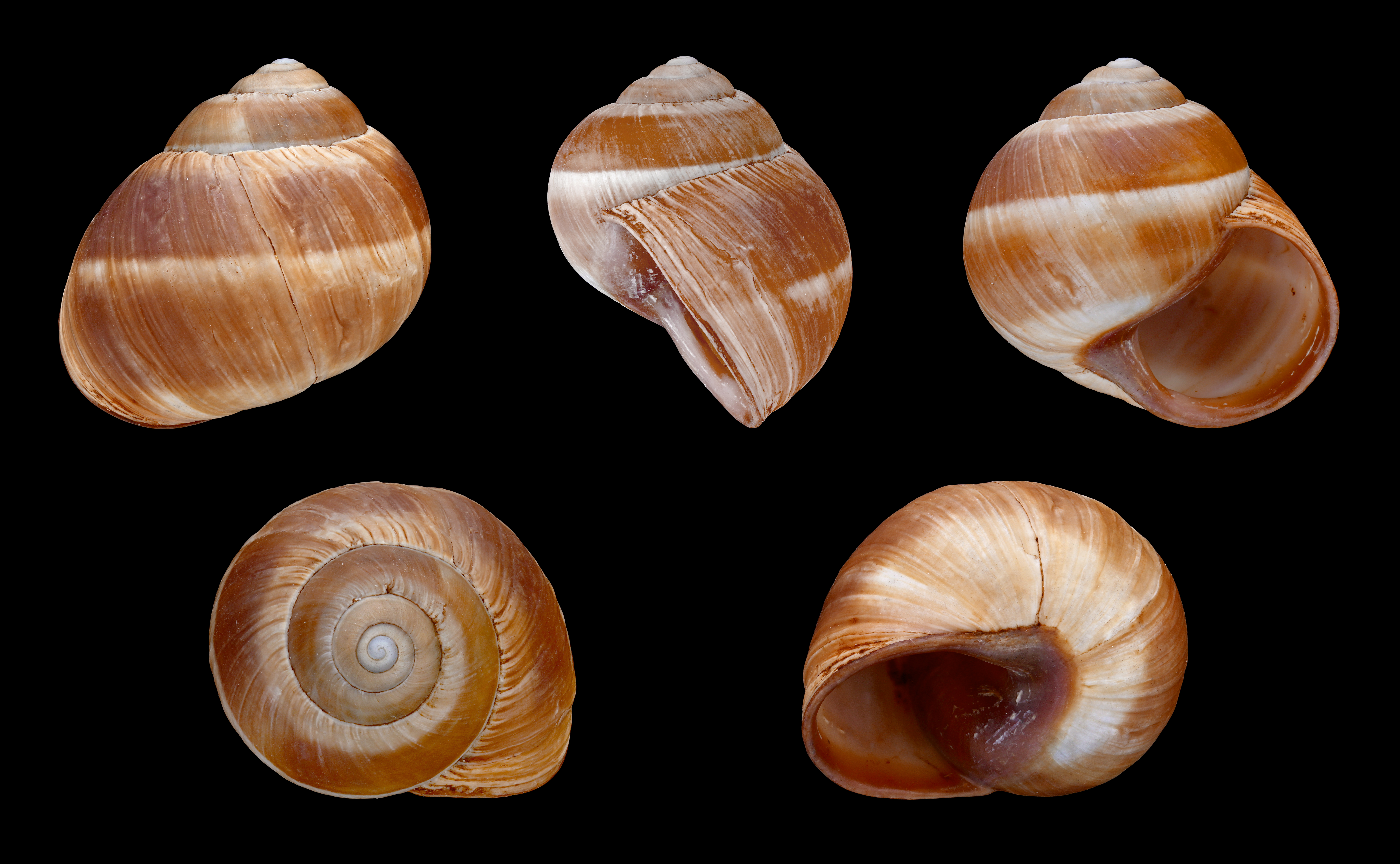
Helix cincta cincta (Helicidae)

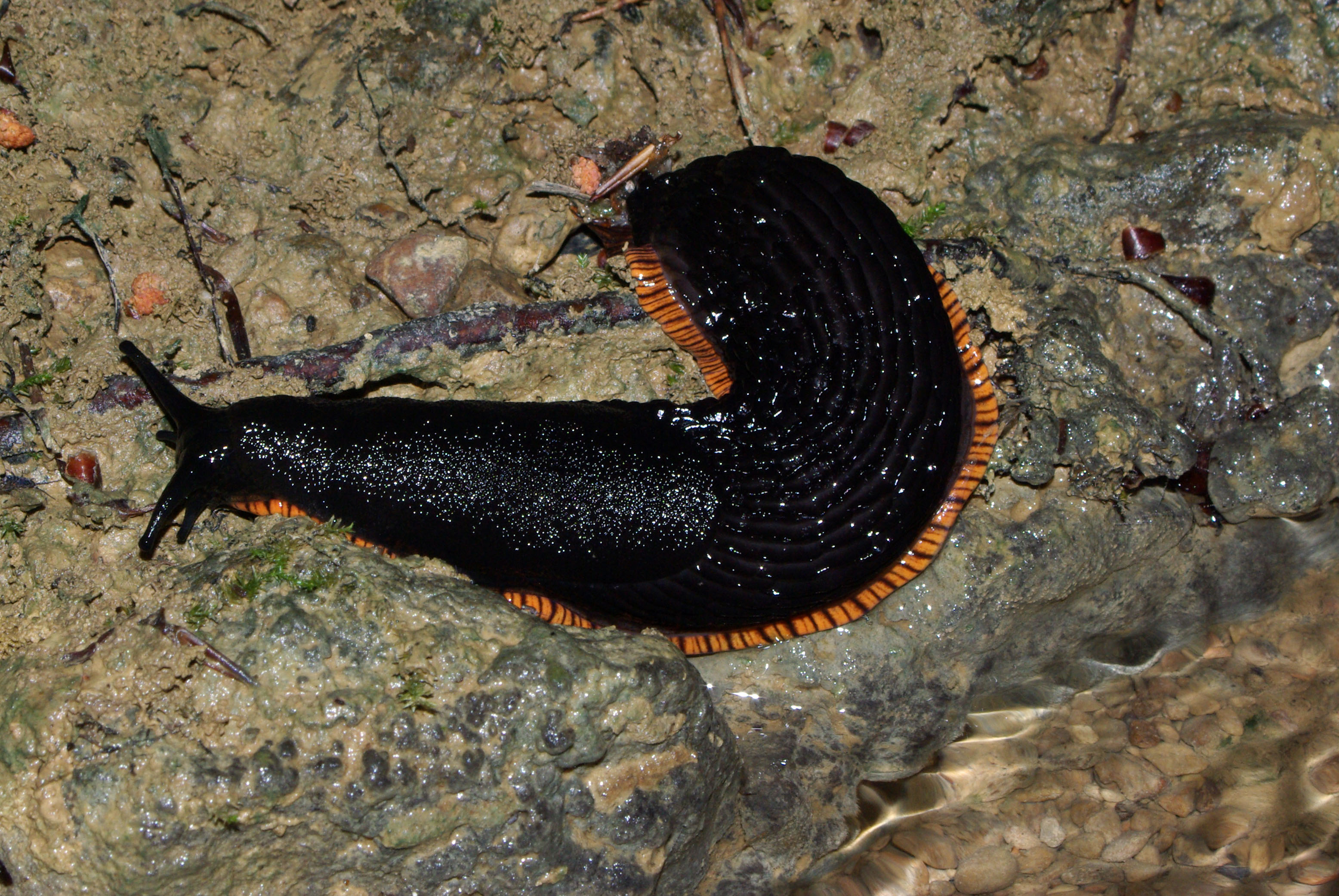
Arion ater (Arionidae)

| Selon World Register of Marine Species (13 mai 2016) : - ordre Hygrophila - super-famille Acroloxoidea Thiele, 1931 - famille Acroloxidae Thiele, 1931 - super-famille Chilinoidea Dall, 1870 - famille Chilinidae Dall, 1870 - famille Latiidae Hutton, 1882 - super-famille Lymnaeoidea Rafinesque, 1815 - famille Clivunellidae Kochansky-Devidé & Slišković, 1972 † - famille Lymnaeidae Rafinesque, 1815 - famille Physidae Fitzinger, 1833 - super-famille Planorboidea Rafinesque, 1815 - famille Planorbidae Rafinesque, 1815 - ordre Stylommatophora - sous-ordre Elasmognatha - super-famille Athoracophoroidea P. Fischer, 1883 (1860) - famille Athoracophoridae P. Fischer, 1883 (1860) - super-famille Succineoidea Beck, 1837 - famille Succineidae Beck, 1837 - sous-ordre Orthurethra - super-famille Achatinelloidea Gulick, 1873 - famille Achatinellidae Gulick, 1873 - super-famille Cochlicopoidea Pilsbry, 1900 (1879) - famille Cochlicopidae Pilsbry, 1900 (1879) - super-famille Enoidea B. B. Woodward, 1903 (1880) - famille Cerastidae Wenz, 1923 - famille Draparnaudiidae Solem, 1962 - famille Enidae Woodward, 1903 (1880) - super-famille Partuloidea Pilsbry, 1900 - famille Partulidae Pilsbry, 1900 - super-famille Pupilloidea Turton, 1831 - famille Argnidae Hudec, 1965 - famille Chondrinidae Steenberg, 1925 - famille Gastrocoptidae Pilsbry, 1918 - famille Hypselostomatidae Zilch, 1959 - famille Lauriidae Steenberg, 1925 - famille Orculidae Pilsbry, 1918 - famille Pleurodiscidae Wenz, 1923 - famille Pupillidae Turton, 1831 - famille Pyramidulidae Kennard & B. B. Woodward, 1914 - famille Spelaeoconchidae A. J. Wagner, 1928 - famille Spelaeodiscidae Steenberg, 1925 - famille Strobilopsidae Wenz, 1915 - famille Valloniidae Morse, 1864 - famille Vertiginidae Fitzinger, 1833 - sous-ordre Sigmurethra - super-famille Acavoidea Pilsbry, 1895 - famille Acavidae Pilsbry, 1895 - famille Dorcasiidae Connolly, 1915 - famille Strophocheilidae Pilsbry, 1902 - super-famille Arionoidea Gray, 1840 - famille Anadenidae Pilsbry, 1948 - famille Ariolimacidae Pilsbry & Vanatta, 1898 - famille Arionidae Gray, 1840 - famille Binneyidae Cockerell, 1891 - famille Oopeltidae Cockerell, 1891 - famille Philomycidae Gray, 1847 - super-famille Clausilioidea Gray, 1855 - famille Clausiliidae Gray, 1855 - famille Filholiidae Wenz, 1923 † - famille Palaeostoidae H. Nordsieck, 1986 † - super-famille Dyakioidea Gude & B. B. Woodward, 1921 - famille Dyakiidae Gude & B. B. Woodward, 1921 - super-famille Gastrodontoidea Tryon, 1866 - famille Euconulidae H. B. Baker, 1928 - famille Gastrodontidae Tryon, 1866 - famille Oxychilidae Hesse, 1927 (1879) - famille Pristilomatidae Cockerell, 1891 - famille Trochomorphidae Möllendorff, 1890 - super-famille Helicarionoidea Bourguignat, 1877 - famille Ariophantidae Godwin-Austen, 1888 - famille Helicarionidae Bourguignat, 1877 - famille Urocyclidae Simroth, 1889 - super-famille Helicoidea Rafinesque, 1815 - famille Camaenidae Pilsbry, 1895 - famille Cochlicellidae Schileyko, 1972 - famille Helicidae Rafinesque, 1815 - famille Hygromiidae Tryon, 1866 - famille Pleurodontidae Ihering, 1912 - super-famille Limacoidea Lamarck, 1801 - famille Agriolimacidae H. Wagner, 1935 - famille Boettgerillidae Wiktor & I. M. Likharev, 1979 - famille Limacidae Batsch, 1789 - famille Vitrinidae Fitzinger, 1833 - super-famille Orthalicoidea Albers, 1860 - famille Amphibulimidae P. Fischer, 1873 - famille Bothriembryontidae Iredale, 1937 - famille Bulimulidae Tryon, 1867 - famille Cerionidae Pilsbry, 1901 - famille Grangerellidae Russell, 1931 † - famille Megaspiridae Pilsbry, 1904 - famille Odontostomidae Pilsbry & Vanatta, 1898 - famille Orthalicidae Albers, 1860 - famille Simpulopsidae Schileyko, 1999 - super-famille Parmacelloidea P. Fischer, 1856 (1855) - famille Milacidae Ellis, 1926 - famille Parmacellidae P. Fischer, 1856 (1855) - famille Trigonochlamydidae Hesse, 1882 - super-famille Plectopyloidea Möllendorff, 1898 - famille Corillidae Pilsbry, 1905 - famille Plectopylidae Möllendorff, 1898 - famille Sculptariidae Degner, 1923 - super-famille Punctoidea Morse, 1864 - famille Charopidae Hutton, 1884 - famille Cystopeltidae Cockerell, 1891 - famille Discidae Thiele, 1931 (1866) - famille Endodontidae Pilsbry, 1895 - famille Helicodiscidae H. B. Baker, 1927 - famille Oreohelicidae Pilsbry, 1939 - famille Thyrophorellidae Girard, 1895 - super-famille Sagdoidea Pilsbry, 1895 - famille Sagdidae Pilsbry, 1895 - super-famille Streptaxoidea Gray, 1860 - famille Diapheridae Panha & Naggs, 2010 - famille Streptaxidae Gray, 1860 - super-famille Zonitoidea Mörch, 1864 - famille Zonitidae Mörch, 1864 - ordre Systellommatophora - super-famille Onchidioidea Rafinesque, 1815 - famille Onchidiidae Rafinesque, 1815 - super-famille Veronicelloidea Gray, 1840 - famille Rathouisiidae Heude, 1885 - famille Veronicellidae Gray, 1840 - famille Bradybaenidae Pilsbry, 1934 - famille Caryodidae Connolly, 1915 - famille Cionellidae - famille Ferrussaciidae Bourguignat, 1883 - famille Punctidae Morse, 1864 - famille Rhytididae Pilsbry, 1893 - famille Scolodontidae H. B. Baker, 1925 - famille Testacellidae Cuvier, 1800 - Pulmonata non-assignés | Classification traditionnelle de Bouchet & Recroi : Ordre Pulmonata Cuvier in Blainville, 1814 (pulmonés) - Sous-ordre Systellommatophora Pilsbry, 1948 - Super-famille Onchidioidea Rafinesque, 1815 - Super-famille Otinoidea H. & A. Adams, 1855 - Super-famille Rathouisioidea Sarasin, 1889 - Sous-ordre Basommatophora Keferstein in Bronn, 1864 (pulmonés d'eau douce) - Super-famille Acroloxoidea Thiele, 1931 - Super-famille Amphiboloidea J.E. Gray, 1840 - Super-famille Chilinoidea H. & A. Adams, 1855 - Super-famille Glacidorboidea Ponder, 1986 - Super-famille Lymnaeoidea Rafinesque, 1815 - Super-famille Planorboidea Rafinesque, 1815 - Super-famille Siphonarioidea J.E. Gray, 1840 - Sous-ordre Eupulmonata Haszprunar & Huber, 1990 - Infra-ordre Acteophila Dall, 1885 (antérieurement Archaeopulmonata) - Super-famille Melampoidea Stimpson, 1851 - Infra-ordre Trimusculiformes Minichev & Starobogatov, 1975 - Super-famille Trimusculoidea Zilch, 1959 - Infra-ordre Stylommatophora A. Schmidt, 1856 (escargots et limaces) - Subinfra-ordre Orthurethra - Super-famille Achatinelloidea Gulick, 1873 - Super-famille Cochlicopoidea Pilsbry, 1900 - Super-famille Partuloidea Pilsbry, 1900 - Super-famille Pupilloidea Turton, 1831 - Subinfra-ordre Sigmurethra - Super-famille Acavoidea Pilsbry, 1895 - Super-famille Achatinoidea Swainson, 1840 - Super-famille Aillyoidea Baker, 1960 - Super-famille Arionoidea J.E. Gray in Turnton, 1840 - Super-famille Buliminoidea Clessin, 1879 - Super-famille Camaenoidea Pilsbry, 1895 - Super-famille Clausilioidea Mörch, 1864 - Super-famille Dyakioidea Gude & Woodward, 1921 - Super-famille Gastrodontoidea Tryon, 1866 - Super-famille Helicoidea Rafinesque, 1815 - Super-famille Helixarionoidea Bourguignat, 1877 - Super-famille Limacoidea Rafinesque, 1815 - Super-famille Oleacinoidea H. & A. Adams, 1855 - Super-famille Orthalicoidea Albers-Martens, 1860 - Super-famille Plectopylidoidea Moellendorf, 1900 - Super-famille Polygyroidea Pilsbry, 1894 - Super-famille Punctoidea Morse, 1864 - Super-famille Rhytidoidea Pilsbry, 1893 - Super-famille Sagdidoidera Pilsbry, 1895 - Super-famille Staffordioidea Thiele, 1931 - Super-famille Streptaxoidea J.E. Gray, 1806 - Super-famille Strophocheiloidea Thiele, 1926 - Super-famille Trigonochlamydoidea Hese, 1882 - Super-famille Zonitoidea Mörch, 1864 - ? Super-famille Athoracophoroidea P. Fischer, 1883 (= Tracheopulmonata) - ? Super-famille Succineoidea Beck, 1837 (= Heterurethra) |

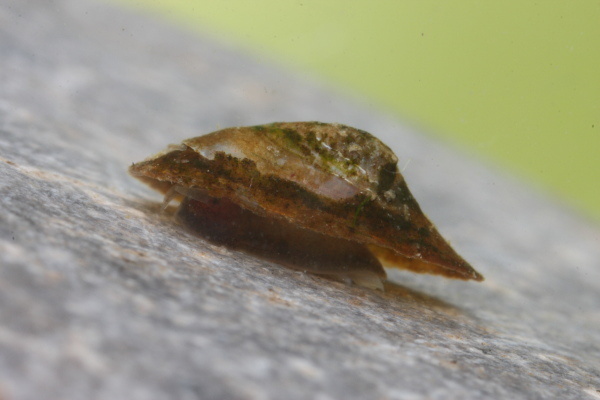
Acroloxus lacustris (Acroloxidae)
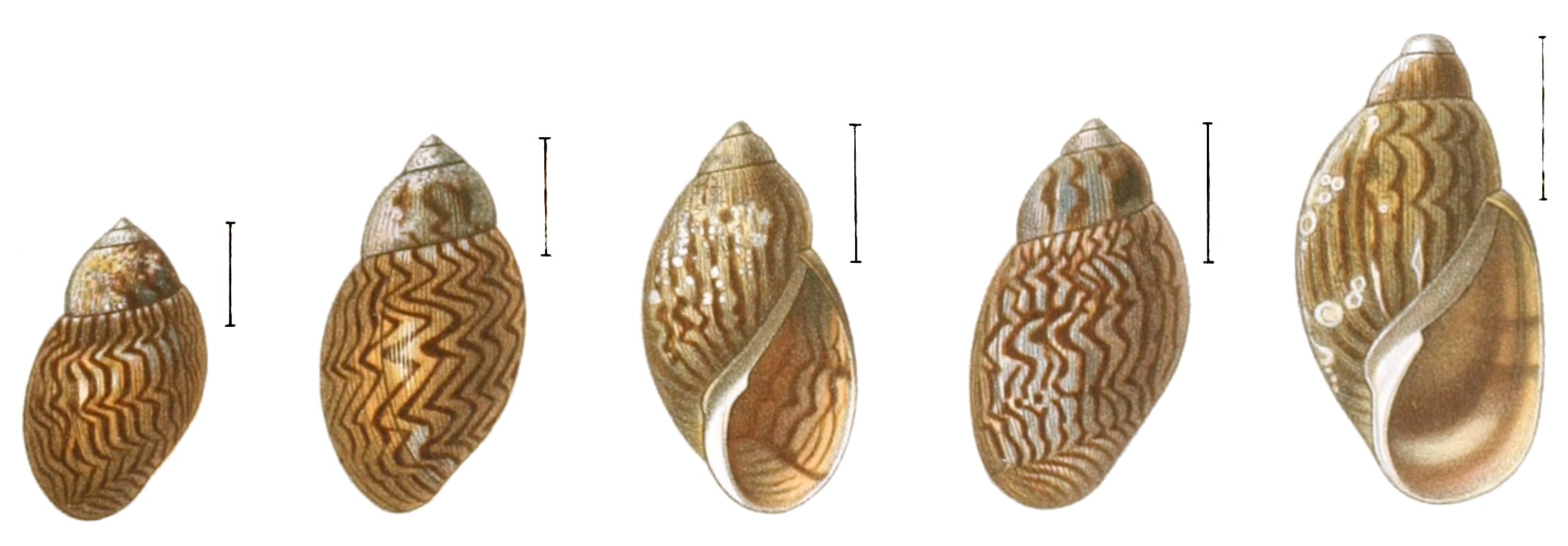
Chilina fulgurata (Chilinidae)
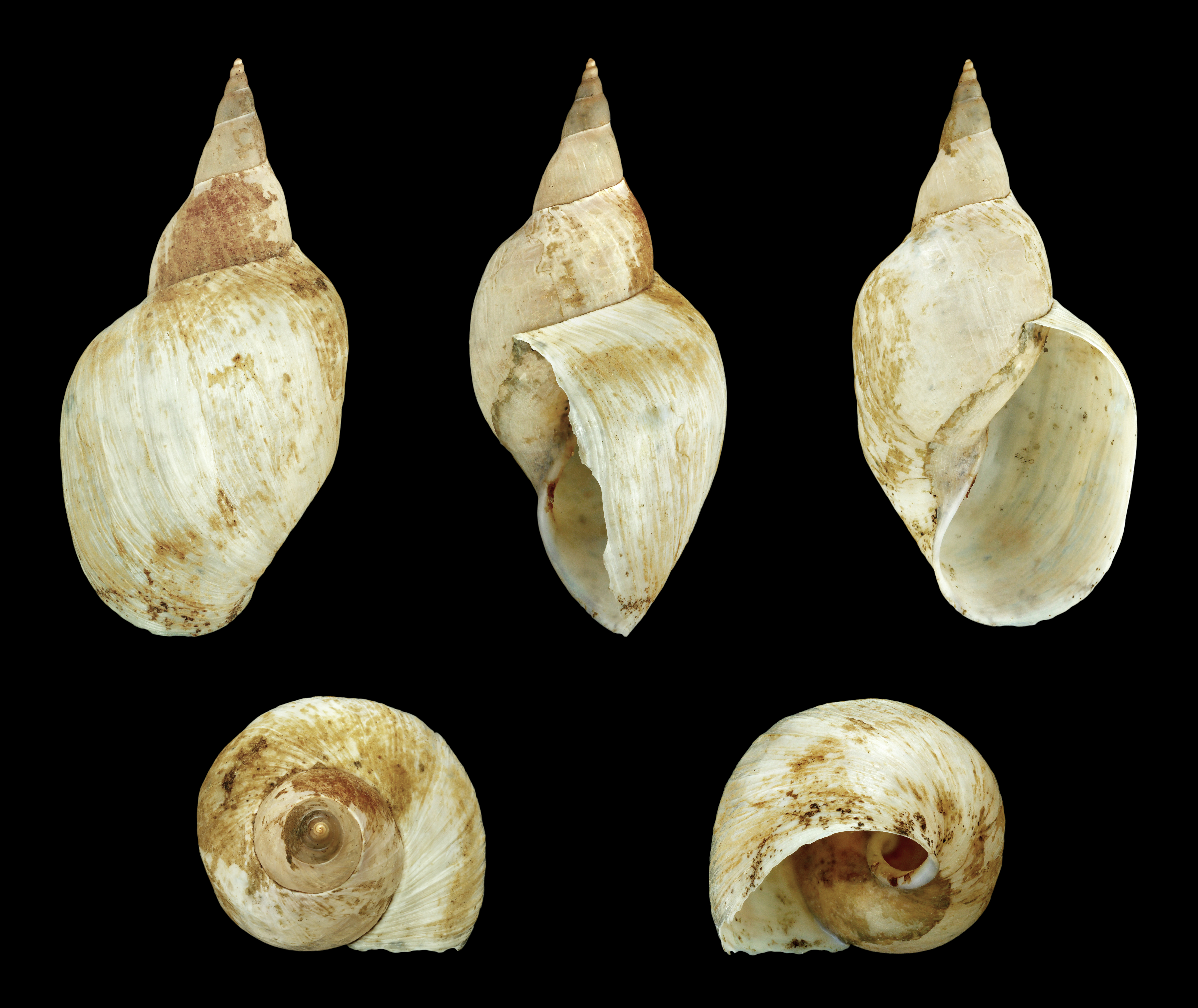
Lymnaea stagnalis (Lymnaeidae)
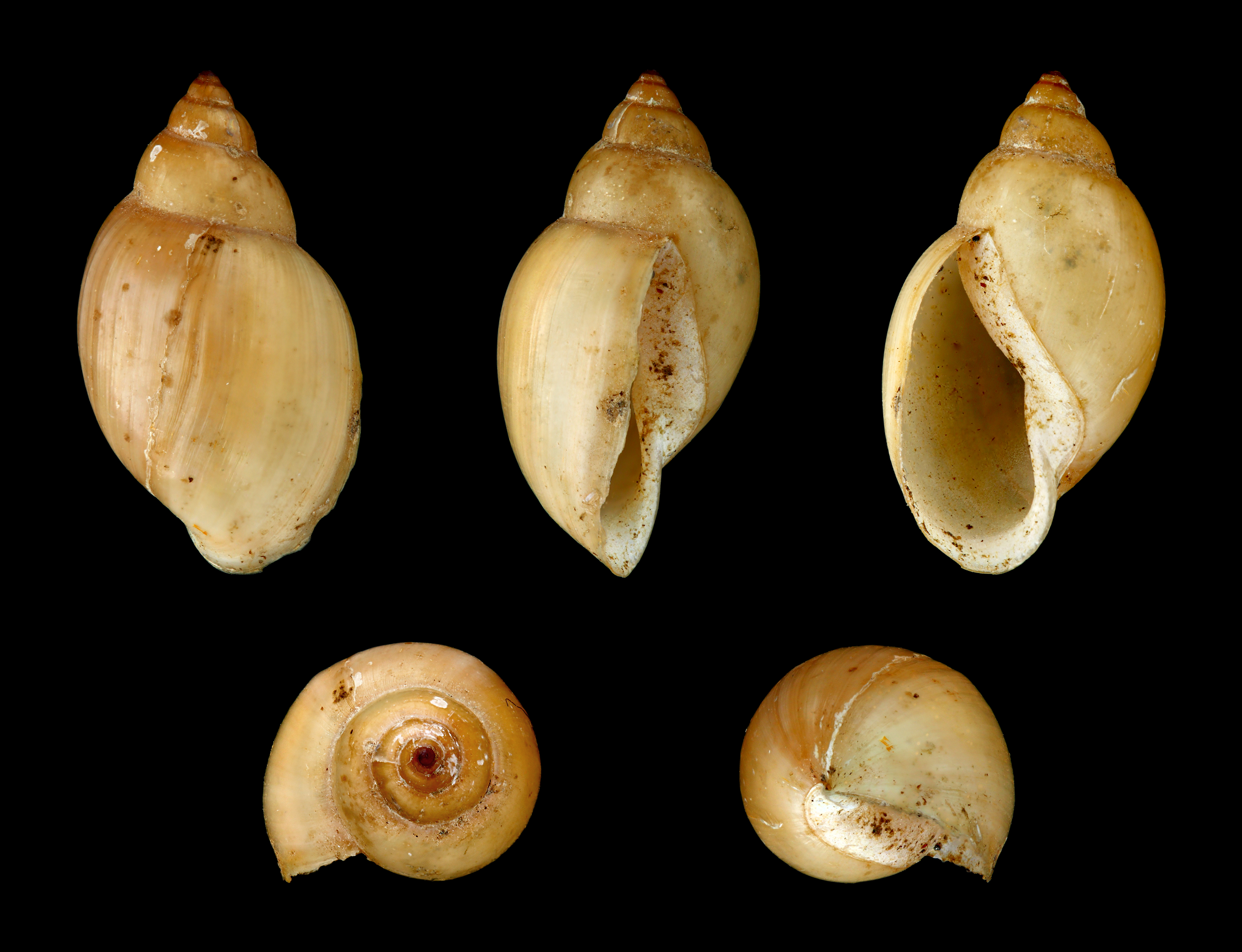
Physella acuta (Physidae)
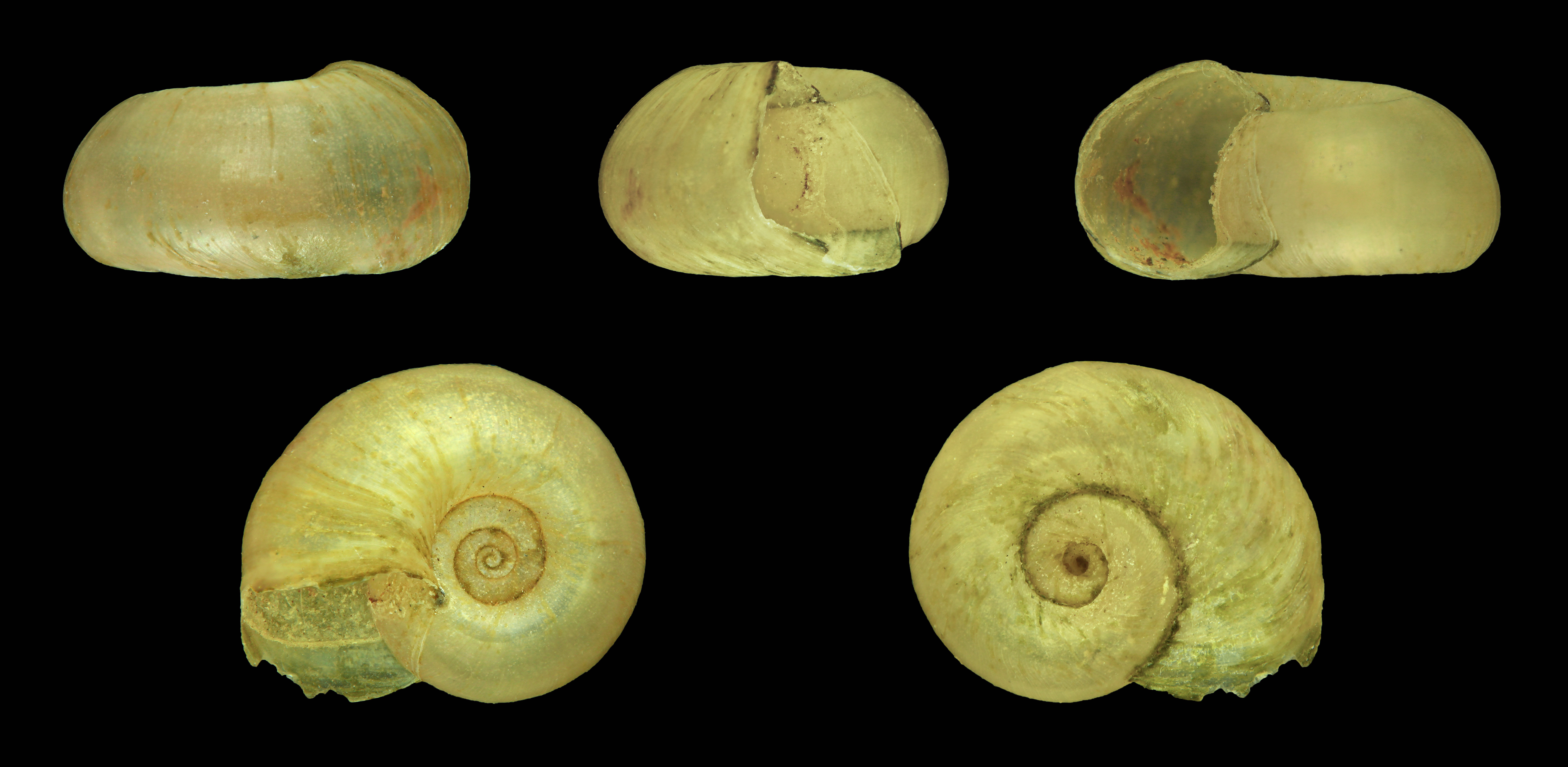
Planorbella nigricans (Planorbidae)
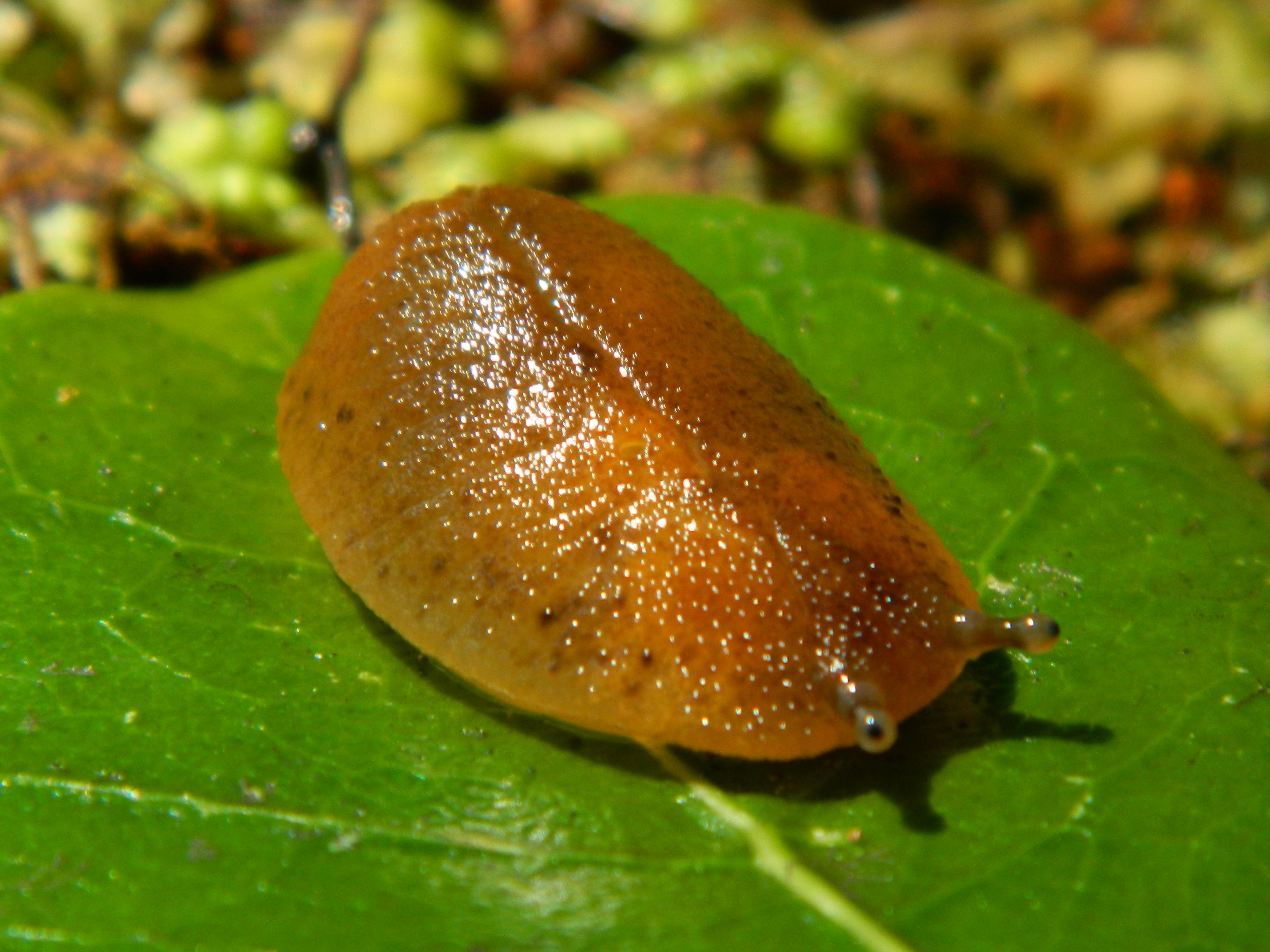
Athoracophorus bitentaculatus (Athoracophoroidea)
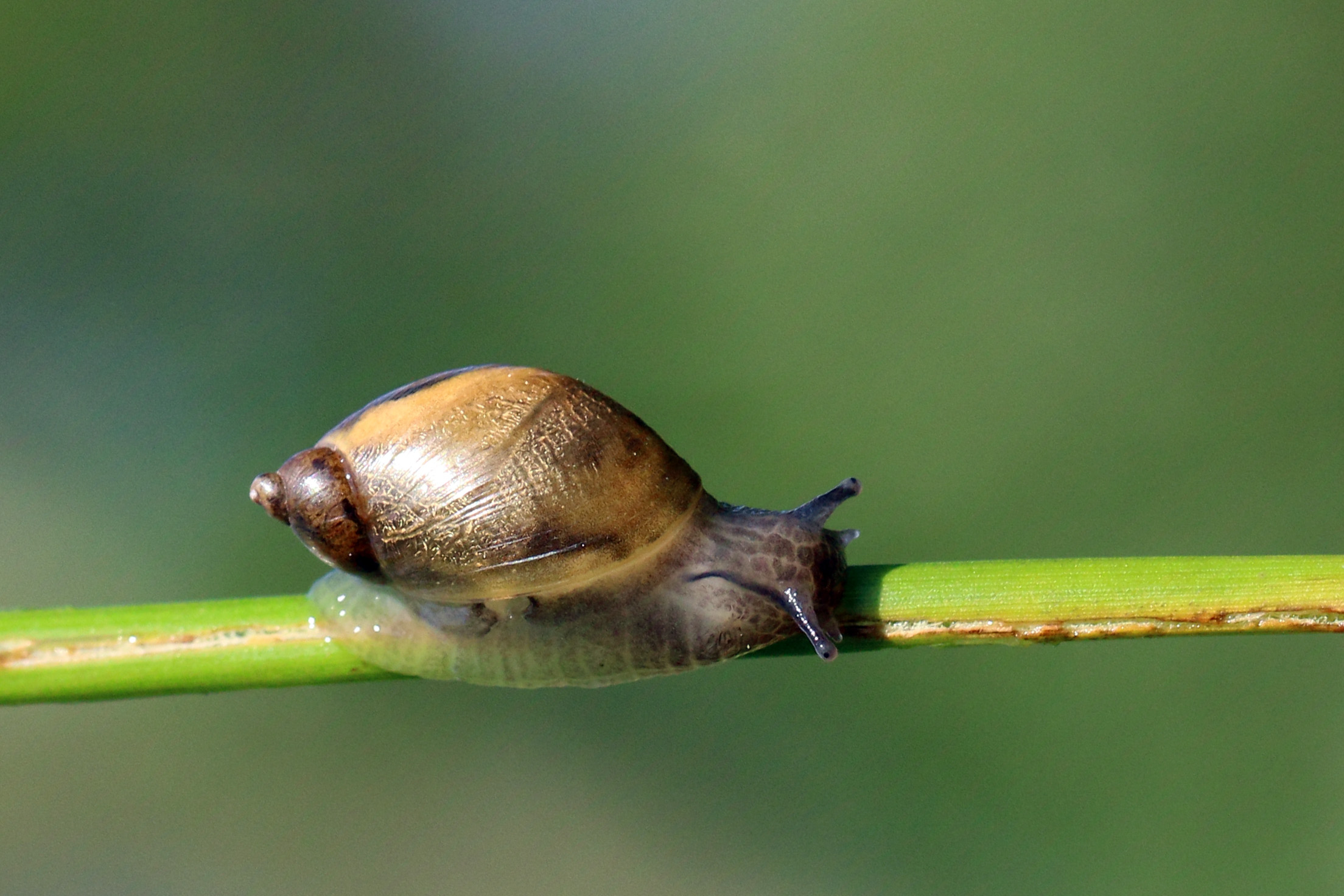
Succinea putris (Succineoidea)
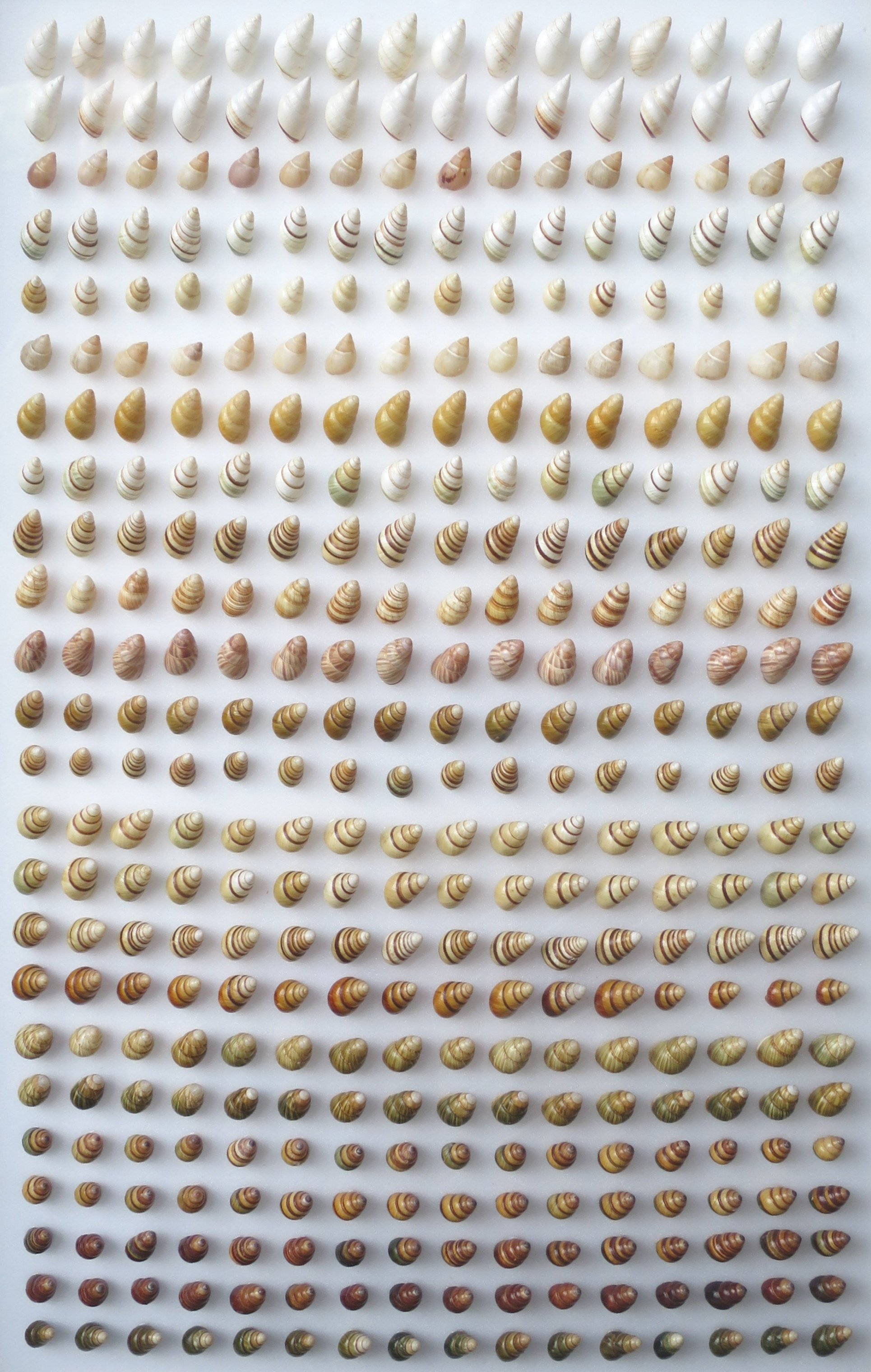
Achatinella spp. (Achatinelloidea)
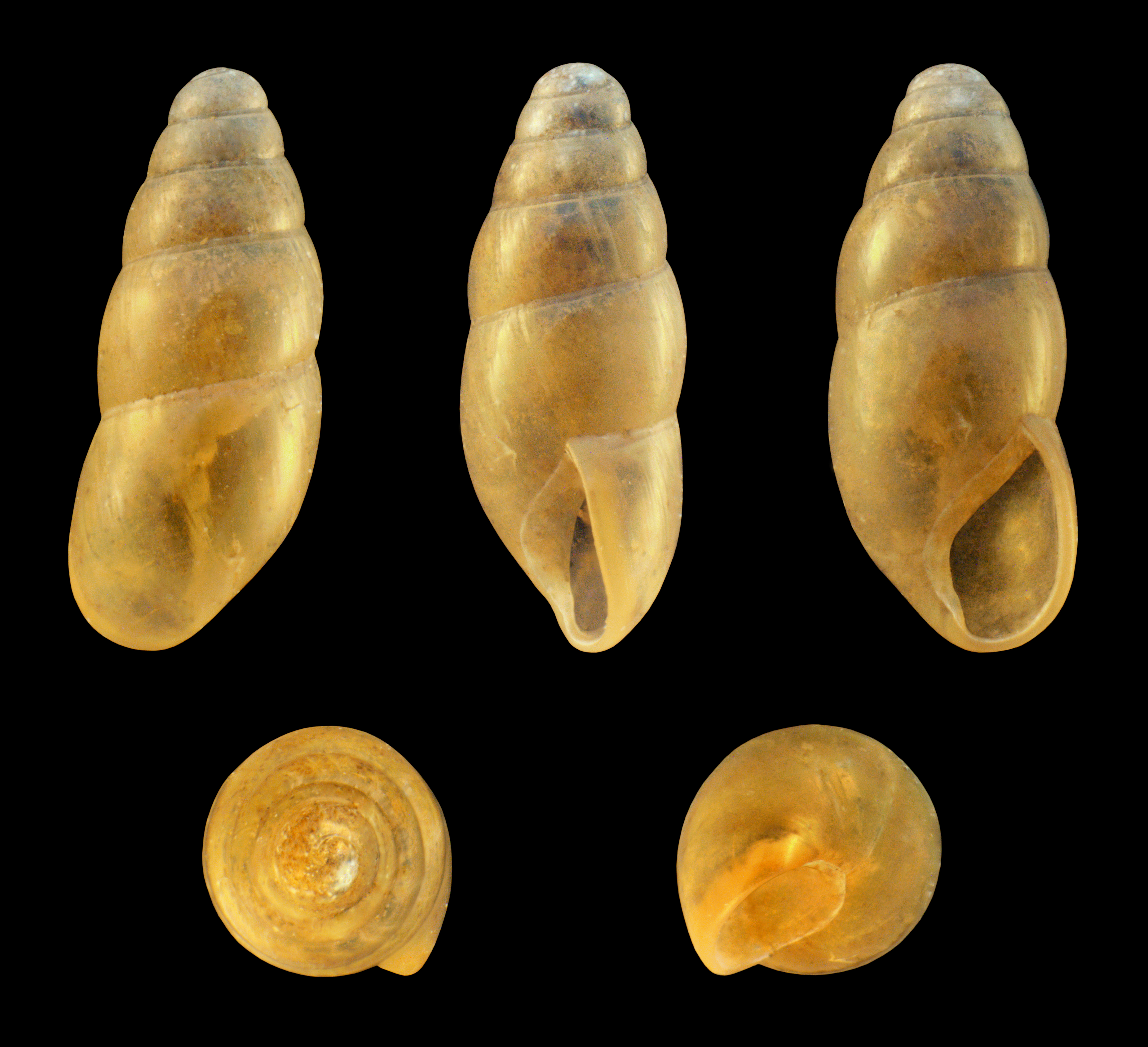
Cochlicopa lubricella (Cochlicopoidea)
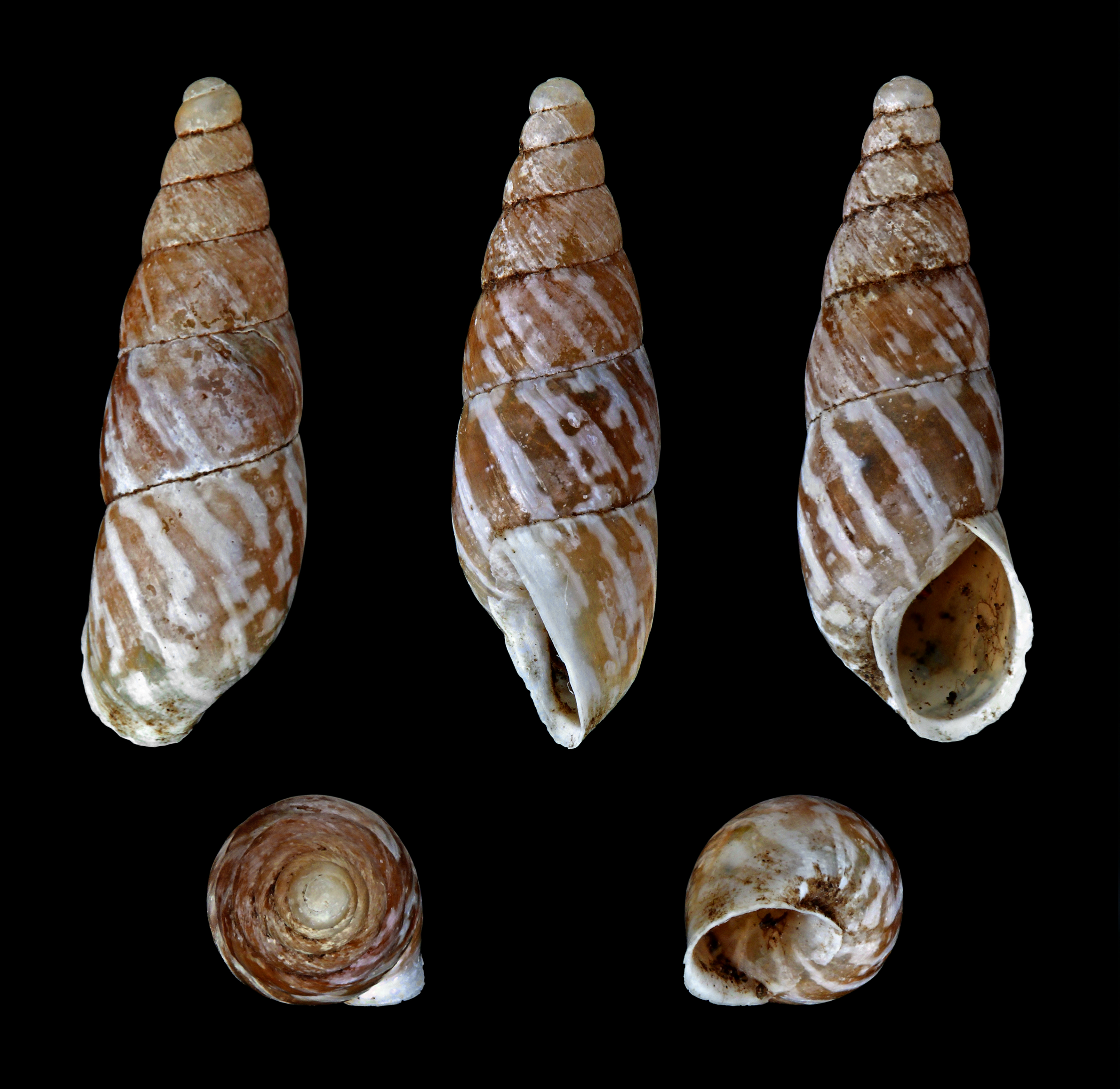
Napaeus variatus (Enoidea)
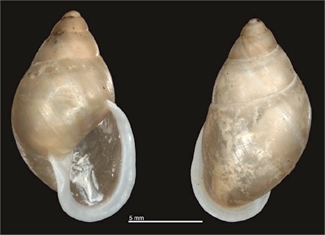
Partula clara incrassa (Partuloidea)
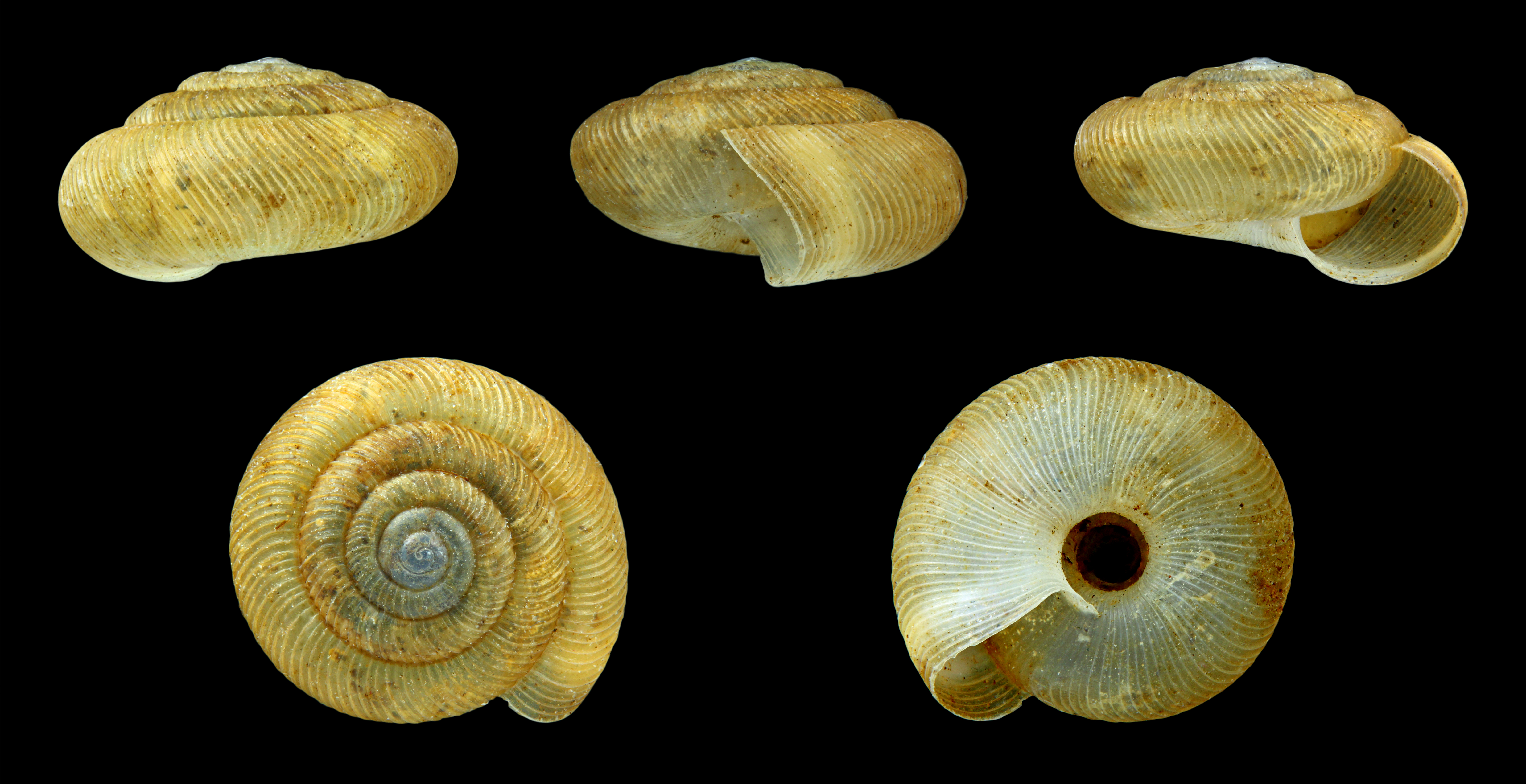
Pleurodiscus balmei (Pupilloidea)
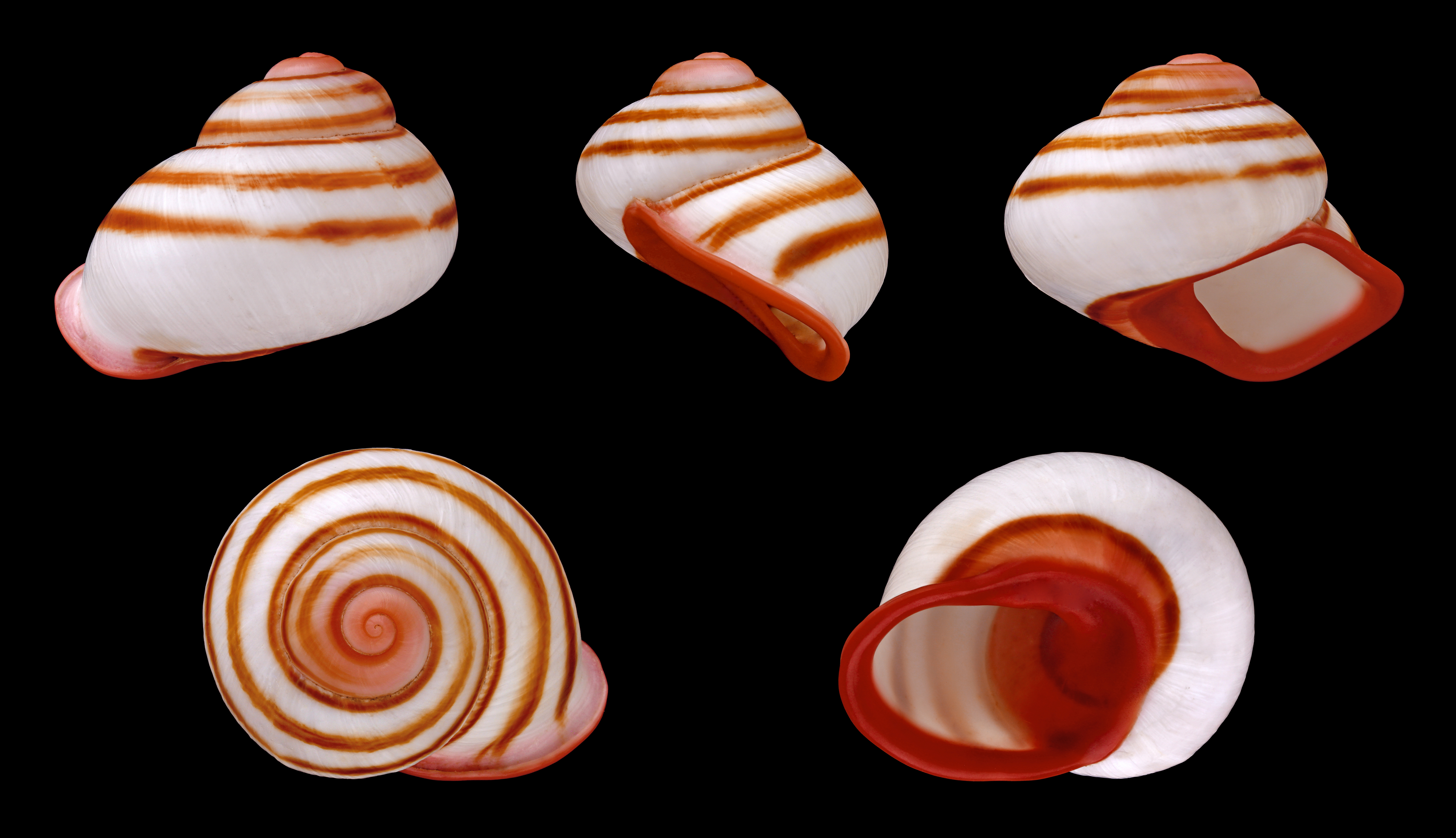
Acavus haemastoma fastuosa (Sigmurethra)
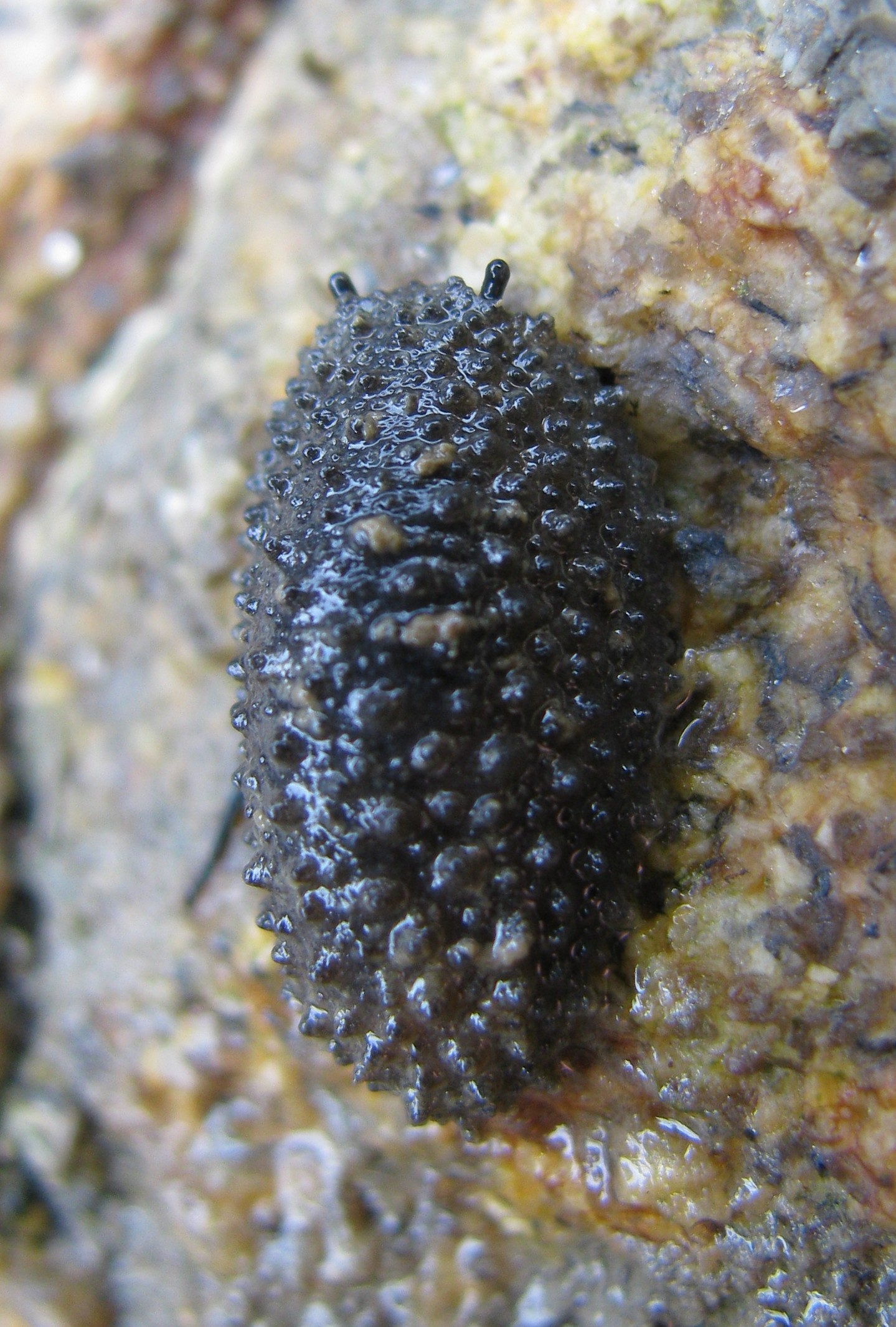
Onchidella celtica (Onchidiidae)
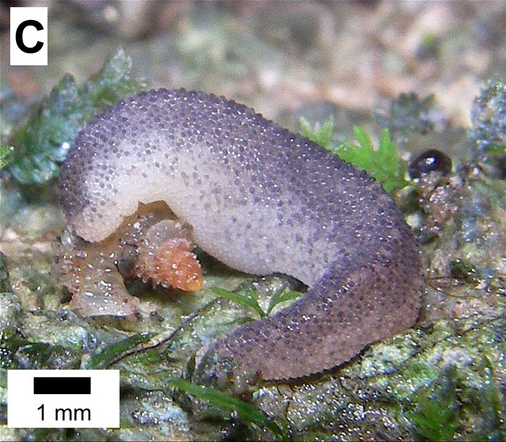
Atopos sp. (Veronicellidae)
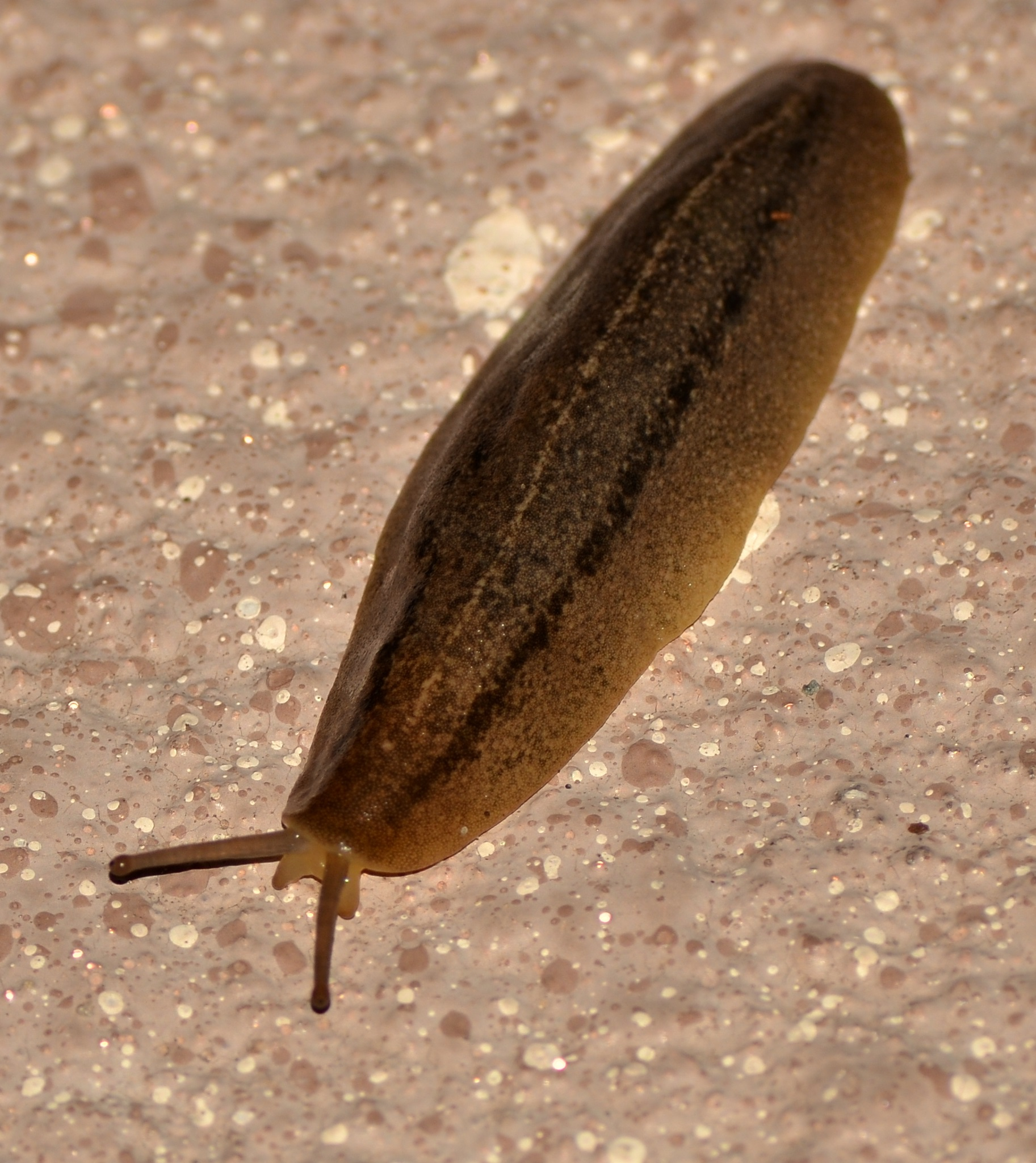
Leidyula floridana (Rathouisiidae)